# DC 유니버스 (스트리밍 서비스)
DC 유니버스(영어: DC Universe)는 DC 엔터테인먼트와 워너 브라더스 디지털 네트웍스가 운영하는 주문형 비디오 서비스이다. 2017년 4월에 발표되었으며, 제목과 서비스는 2018년 5월에 정식으로 발표되었다. DC 코믹스의 캐릭터를 원작으로 한 드라마나 영화를 취급하고 있다. 2018년 8월 말 베타 테스트를 시작했으며, 2018년 9월 15일에 전체 버전이 출시되었다.